# Уралмаш-М
«Уралмаш-М» — мини-футбольный клуб из Екатеринбурга, существовавший в 1991—1998 годах, до 1995 года называвшийся «Луч». Высшее достижение в чемпионатах страны — шестое место в сезоне 1997/98.

## История
Екатеринбургский «Луч» дебютировал в Высшей лиге чемпионата России в 1994 году. По итогам своего первого сезона в элите он занял 13 место. Следующий сезон команда начала под названием «Уралмаш-М», отсылаясь к поддерживающему её футбольному клубу «Уралмаш», в те годы игравшему в высшем дивизионе.
Впоследствии в «Уралмаш-М» появилось несколько игроков из футбольного «Уралмаша». Возглавил команду Виктор Шишкин, до этого работавший с «Уралмашем». В сезоне 1995/96 «уралмашевцы» заняли седьмое место. Шишкин покинул команду и его заменил Николай Агафонов, который как и его предшественник ранее возглавлял футбольный «Уралмаш».
В сезоне 1996/97 команда повторила предыдущий результат, заняв седьмое место. А в следующем сезоне команда Агафонова показала лучший результат в истории, став шестой. После этого сезона команда прекратила существование из-за финансовых трудностей. Многие её игроки перешли в другой екатеринбургский клуб «Альфа».

## Выступления в чемпионате России
| Сезон     | Лига            | Место |
| --------- | --------------- | ----- |
| 1994-1995 | Высшая лига (I) | 13    |
| 1995-1996 | Высшая лига (I) | 7     |
| 1996-1997 | Высшая лига (I) | 7     |
| 1997-1998 | Высшая лига (I) | 6     |